# America’s Cup Hall of Fame
Halsey C. Herreshoff, der Präsident des Herreshoff Marine Museums und viermaliger America’s-Cup-Gewinner begründete 1992 die America’s Cup Hall of Fame (deutsch America’s Cup Ruhmeshalle), eine Liste der großen Persönlichkeiten des America’s Cups, die sich im Laufe der Geschichte des Cups als Konstrukteur, Designer, Segelmacher, Skipper, Taktiker (afterguard), Segeltrimmer, Mannschaftsmitglied, Regatta-Organisator, Yachteigner oder Yachtredakteur besonders hervorgetan haben.
Die Hall of Fame ist untergebracht in einem historischen Gebäude auf dem Gelände der ehemaligen Werft von Nathanael Herreshoff in Bristol (Rhode Island). Auf dieser Werft baute Herreshoff zwischen 1893 und 1934 insgesamt acht AC-Yachten für die amerikanischen Teams. Jährlich wird diese Liste der berühmten Segelsportler (Inductees) von einer 22-köpfigen Kommission um bis zu vier neue Mitglieder erweitert und jeder neu aufgenommene Name im Oktober des Jahres im Rahmen eines von Rolex gesponserten Festbanketts medial gefeiert.
In dem Hall of Fames Museum, einer Abteilung des Herreshoff Marine Museums, werden Plaketten der Mitglieder (inductees) präsentiert und zeitlich wechselnde Ausstellungen aus allen Bereichen des America’s Cup gezeigt. Die Bibliothek des Museums umfasst die größte Kollektion von Handschriften, Aufzeichnungen und Büchern bezogen auf den America’s Cup und der Geschichte des Segelsports.

## Liste der Inductees (Mitglieder)
2019 Inductees
  William T. “Bill” Trenkle
  Henry Racamier
  William H. Dyer Jones
2018 Inductees
  Ken McAlpine
2017 Inductees
  Syd Fischer
  John Marshall
  Doug Peterson
2016 Inductees
  Ernesto Bertarelli
  Windham Wyndham-Quin, 4. Earl of Dunraven and Mount-Earl
2013 Inductees
  Lucy M. Jewett
  Noel Robins
  Grant Simmer
2012 Inductees
  Patrizio Bertelli
  Gerard B. Lambert, Sr.
  Jonathan Wright
2010 Inductees
  Halsey C. Herreshoff
  Simon Daubney
  Warwick Fleury
  Murray Jones
  Dean Phipps
  Mike Drummond
2009 Inductees
  John Biddle
  John Longley
  Thomas Ratsey
2007 Inductees
  Laurie Davidson
  Bruno Troublé
2006 Inductees
  Ben Lexcen
  Stephen A. van Dyck
2005 Inductees
  George Jewett Jr.
  Alan Payne
  Jack Sutphen
2004 Inductees
  Henry Coleman Haff
  William Fife III
  Brad Butterworth
  Thomas A. Whidden
2003 Inductees
  Gary Jobson
  Alan Bond
2002 Inductees
  Malin Burnham
  Sir Michael Fay
  Stanley Rosenfeld
2001 Inductees
  Harry „Buddy“ Melges, Jr.
  Henry Sturgis Morgan
  Thomas Egerton, 2. Earl of Wilton
2000 Inductees
  Edward I. du Moulin
  Edwin Dennison Morgan
  Tom Schnackenberg
1999 Inductees
  Captain Richard Brown
  Sir Frank Packer
  James Buttersworth
1998 Inductees
  J. Burr Bartram
  Baron Marcel Bich
  George Steers
1997 Inductees
  James L. Ashbury
  William F. Carstens
  Charles E. Nicholson
1996 Inductees
  Sir Peter Blake
  Frank J. Murdoch
  Russell Coutts
  Charles J. Paine
  Chandler Hovey
1995 Inductees
  Arthur Knapp, Jr.
  T.O.M. Sopwith
  Morris Rosenfeld
  George L. Watson
  Henry Sears
1994 Inductees
  Edward Burgess
  C. Oliver Iselin
  Starling Burgess
  Victor A. Romagna
  Sir James Hardy
  John Cox Stevens
  Sherman Hoyt
1993 Inductees
  Charles Francis Adams III
  William Koch
  Charlie Barr
  Sir Thomas J. Lipton
  Robert N. Bavier
  Emil Mosbacher
  John Bertrand
  George L. Schuyler
  Dennis Conner
  Olin Stephens
  Briggs Swift Cunningham II
  Rod Stephens
  William P. Ficker
  Ted Turner
  Nathanael Herreshoff
  Harold S. Vanderbilt
  Ted Hood
  Gertrude Vanderbilt

## Weblink
- America’s Cup Hall of Fame (englisch)